# ماری-لوئیس اییکمان
ماری-لوئیس اییکمان (سوئدی: Marie-Louise Ekman؛ زادهٔ ۵ نوامبر ۱۹۴۴) نقاش، نویسنده و کارگردان فیلم اهل سوئد است.
او دانش‌آموختهٔ کالج سلطنتی هنرهای زیبا در استکهلم است.
او برندهٔ جوایزی همچون گلدباگن و «مدال شاهزاده یوشین» شده است.